# Bahnbetriebswerk Bestwig

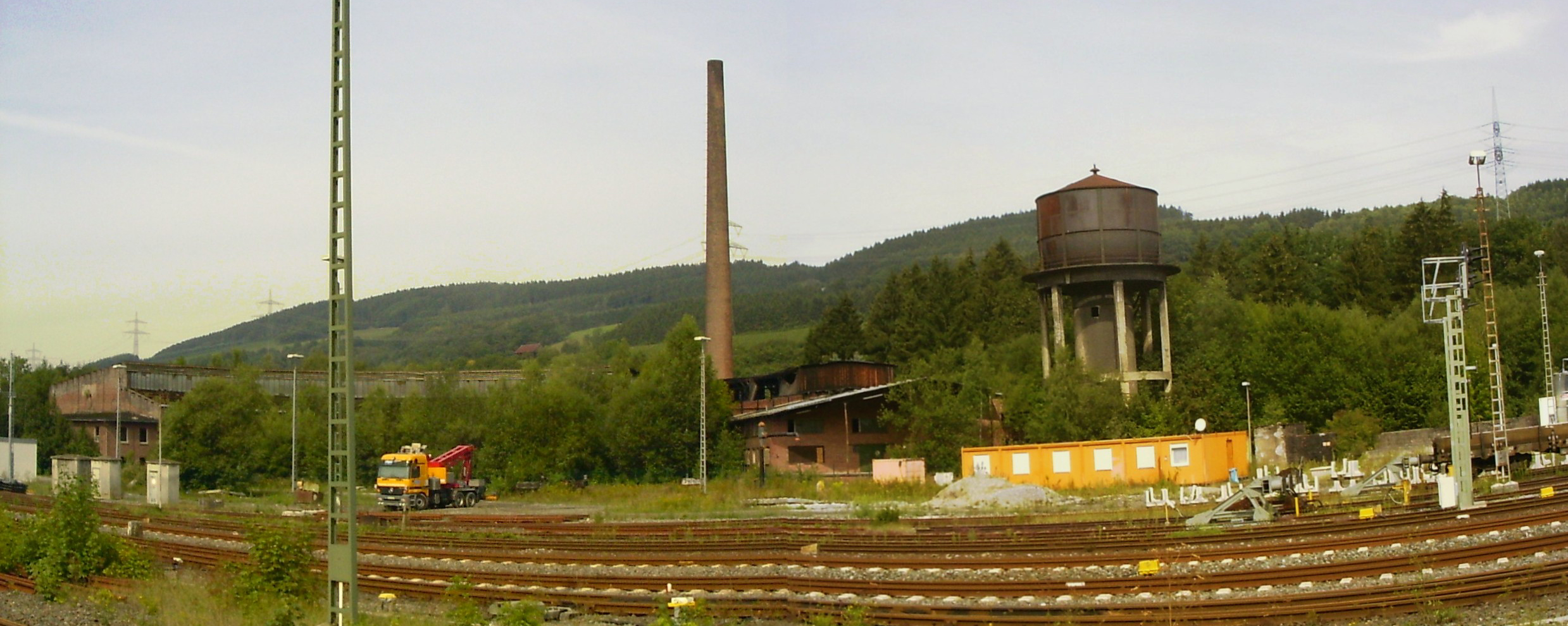
Bahnbetriebswerk Bestwig (2006)

Das Bahnbetriebswerk Bestwig (Bw Bestwig) war ein Bahnbetriebswerk an der Oberen Ruhrtalbahn in Bestwig.

## Geschichte
Die Bergisch-Märkische Eisenbahn-Gesellschaft baute 1873 in Bestwig eine Lokomotivstation. Die Rampe Bestwig–Brilon-Wald machte damals das Nachschieben vieler Züge notwendig. Es wurde ein zehnständiger Ringlokschuppen mit Drehscheibe errichtet. Des Weiteren hatte die Lokomotivstation eine Außenstelle in Bredelar, von wo aus auf der Rampe Bredelar–Brilon-Wald nachgeschoben wurde. 1915 beheimatete das Bw Bestwig etwa 25 Lokomotiven.
1918 begann man damit, das Bw den wachsenden Verkehrserfordernissen anzupassen. Etwa 400 Meter westlich der alten Lokomotivstation wurde ein neuer zehnständiger Ringlokschuppen mit einer größeren 20-Meter-Drehscheibe errichtet. Das neue Bw konnte allerdings erst 1924 seinen Betrieb aufnehmen. Es beheimatete Lokomotiven der Typen P 8, G 81, G 10, G 12 und T 14.
Mit Beginn des Zweiten Weltkriegs erhielt das Bw Bestwig Loks der Baureihe 39 sowie später die Baureihen 44 und 50. Im Juli 1945 waren noch insgesamt 48 Lokomotiven vorhanden, einige davon schwer beschädigt.
Der durch die deutsche Teilung zum Erliegen gekommene Ost-West-Güterverkehr bedingte den Abzug der schweren Güterzugloks mit Ausnahme der Baureihe 50. Bestwig erhielt Schienenbusse der Baureihe DB-Baureihe_VT_98 und Dampflokomotiven der Baureihe 23.
Im Oktober 1968 wurde dem Bw Bestwig das Bahnbetriebswerk Hagen Gbf als Außenstelle zugeschlagen. Ab 1971 beheimatete das Bw Bestwig keine Dampflokomotiven mehr. Am 1. April 1982 verlor das Bw Bestwig seine Eigenständigkeit und wurde dem Bw Hagen-Eckesey als Personaleinsatzstelle angegliedert. Die Drehscheibe und das Dach des Ringlokschuppens wurden abgebaut. Bis Ende der 1990er Jahre wurden die Gleisanlagen des alten Bw noch zum Abstellen und Betanken von Dieselloks genutzt. DB Regio NRW nutzt inzwischen Gleise des ehemaligen Güterbahnhofs Bestwig zur Reinigung, Betankung und Abstellung ihrer Triebwagen.